# The Barbarian (instrumental)
Cet article concerne l'arrangement rock d'Emerson, Lake and Palmer. Pour l'œuvre originale de Béla Bartók, voir Allegro barbaro.
Pour les articles homonymes, voir The Barbarian.
Pistes de Emerson, Lake and Palmer
Take a Pebble
(chanson) 
(A2)
The Barbarian est un morceau du groupe de rock progressif britannique Emerson, Lake and Palmer. C'est la piste d'ouverture de leur premier album, sorti le 20 novembre 1970.

## Description
Ce morceau est un instrumental et c'est la piste la plus courte de l'album (4:27). La composition de The Barbarian est attribuée aux trois membres du groupe et à Béla Bartók dont c'est un arrangement rock d'Allegro barbaro,, de 1911. Bien que la pièce originale soit pour piano seul, le groupe l'a adapté pour l'orgue Hammond, le piano, la basse et la batterie. La musique du morceau est agressive avec une influence hard rock. Greg Lake a utilisé une distorsion pour donner à sa basse un son de guitare plus plein. À la sortie de l'album, les membres du groupe n'avaient pas accordé de droits d'auteur à Bartók en pensant que le label réglerait le problème, elle était alors attribué aux seuls membres du groupe, mais la famille du musicien a poursuivi ELP pour violation de droits, finalement le groupe a versé des royalties à cette succession et a ajouté Bartok dans les rééditions. Le morceau n'avait jamais été inclus dans une compilation du groupe avant The Essential Emerson, Lake and Palmer  en 2007.

## Musiciens
- Keith Emerson - orgue, piano
- Greg Lake - basse
- Carl Palmer - batterie